# Al'bert Saritov
Al'bert Ramazanovič Saritov (in russo Альберт Рамазанович Саритов?; Chasavjurt, 8 luglio 1985) è un lottatore russo naturalizzato rumeno, specializzato nella lotta libera.
Ha vinto la medaglia di bronzo nei 97 kg alle Olimpiadi di Rio de Janeiro 2016.

## Palmarès

### Per la Russia
- Mondiali

Istanbul 2011: bronzo negli 84 kg.

### Per la Romania
- Giochi olimpici

Rio de Janeiro 2016: bronzo nei 97 kg.
- Europei

Roma 2020: argento nei 97 kg.